# Pseudoscolia mitjaevi
Pseudoscolia mitjaevi (лат.) — вид песочных ос рода Pseudoscolia из подсемейства Philanthinae (триба Pseudoscoliini). Встречается в Казахстане. Видовое название дано в честь крупного казахстанского энтомолога И. Д. Митяева.

## Распространение
Юго-восточный Казахстан.

## Описание
Мелкие осы, длина тела около 5 мм. Тело чёрное с желтоватыми отметинами, брюшко рыжевато-бурое. Наличник с рядом из 3 зубцов на переднем крае, срединный зубец раздвоенный. Отличаются следующими признаками: внутренние края глаз расходятся книзу почти от уровня переднего оцеллия. Сходен с Pseudoscolia clavata, но отличается от него строением и окраской, меньшими размерами. Биология не изучена, предположительно, как и близкие виды гнездятся в земле и в качестве добычи ловят пчёл.

## Систематика
Вид был впервые описан в 2004 году казахстанским энтомологом Владимиром Казенасом (Институт зоологии и генофонда животных НАН Казахстана, Алма-Ата) по типовому материалу из Казахстана. Относится к роду Pseudoscolia из трибы Pseudoscoliini.